# Einar Jolin
Johan Einar Jolin, född 7 augusti 1890 i Adolf Fredriks församling i Stockholm, död 29 augusti 1976 i S:t Görans församling i Stockholm, var en svensk konstnär mest känd för sina dekorativa, lätt naivistiska och expressionistiska målningar. Efter studier på Konstfack i Stockholm 1906  och på Konstnärsförbundets målarskola reste Jolin tillsammans med sina båda vänner och kollegor Isaac Grünewald och Einar Nerman till Paris för vidare studier på Henri Matisses akademi åren 1908 till 1914.
Jolin målade porträtt, stilleben och stadslandskap, alltid med fokus på att accentuera det han själv kallade för "skönheten" i motivet. Han arbetade främst i olja och akvarell, med känsliga penseldrag och ljusa färger. Hans mest uppmärksammade verk är målningarna av Stockholm från 1910- och 1920-talen i hans karaktäristiska naiva stil.
Jolin gjorde många resor där han samlade intryck och inspiration till sina målningar. Han reste till Afrika, Indien och Västindien, men föredrog länderna runt Medelhavet, särskilt ön Capri där han även ställde ut.
Han hade bland annat flera separatutställningar på Liljevalchs konsthall i Stockholm och 1954 turnerade han i USA med en vandringsutställning, då Dag Hammarskjöld köpte en tavla till sitt kontor i FN-byggnaden.

## Biografi

### Uppväxt och utbildning
Einar Jolin föddes den 7 august 1890 i Stockholm. Han var son till professor Severin Jolin och sonson till skådespelaren Johan Christopher Jolin. Han växte upp på Kammakargatan 45 i Jolinska Huset, ett trevånings radhus med trädgård, byggt av hans farfar. Einar växte således upp på en plats nära Tegnérlunden, Adolf Fredriks kyrka och Vasaparken, vilket kanske kom att påverka hans skildringar av hus, takåsar och utsikter över Stockholm i sina målningar. I huset bodde även hans föräldrar, brodern Erik, de två systrarna Ingrid och Signe men också hans farmor Mathilde Wigert-Jolin och fastern Ellen Jolin, som var konstnär och som var den första som lärde Jolin måleriets grunder.
Jolin påbörjade sin konstnärliga utbildning 1906 vid Tekniska skolan i Stockholm (senare känd som Konstfack). Skolans undervisning fokuserade främst på måleriteknik men Jolin var mer intresserad av uttryck. Under året började han därför att söka efter andra utbildningar. I början av 1900-talet drev Konstnärsförbundet en skola på Glasbruksgatan i Stockholm. Jolin sökte dit hösten 1907. Hans blivande lärare Karl Nordström bedömde teckningarna och Jolin kom in på skolan samma år. Jolin blev där del av en inre krets av konstnärer som senare skulle bli kända som De Unga och 1909 års män. Andra i gruppen bestod av Isaac Grünewald, Leander Engström, Birger Simonsson och Gösta Sandels. Jolin beskrev eleverna på skolan som: "... en massa individer med långt hår, stora halsdukar och slokhattar som sattes på sned på ett sätt som verkligen imponerade på mig som bara var sjutton år och den yngste i laget. Den mest fantastiska av dem alla var naturligtvis Isaac som hade längre och korpsvartare hår än alla andra och en fladdrande lila halsduk. Vi blev goda vänner." Men utbildningen i Stockholm blev kortvarig, redan på våren 1908 stängde förbundets skola.

### Paris
År 1908, flyttade Jolin och Isaac Grünewald till Paris. Den svenske konstnären och forstmästaren Carl Palme, hade redan i början av 1900-talet lärt känna Henri Matisse i Paris och hjälpe honom att hitta passande lokaler för Matisses nya konstskola Académie Matisse. Först huserade skolan i ett övergivet nunnekloster i centrala Paris. Jolin började på skolan tillsammans med Grünewald och Leander Engström, där flera av deras konstnärsvänner från Stockholm redan hade fått plats. På skolan utvecklade Jolin sin säkra stiliserade linjeföring som han kombinerade med ljusa och klara färger.
Jolins tid på skolan var mer fruktsam än någon av de tidigare utbildningarna och erfarenheten av att ha en etablerad konstnär som mentor var viktig för hans utveckling som konstnär. Ändå bör Matisses inflytande på sina unga elever inte överdrivas. Genom mängden modellstudier på skolan utvecklade Jolin en spontant snabb penselföring. Han målade helst modell och stilleben, men under ett besök i södra Frankrike 1911 tillkom hans tidigaste landskapsmålningar. På skolan fick också Jolin sitt första smeknamn där han brukade kallas för "Valpen" eftersom han var den yngsta eleven. Under sin tid i Paris blev Jolin även god vän med Nils Dardel. Under 1913 tillbringade Jolin en tid i den medeltida staden Senlis där han skildrade dess gatuliv innan han återvände till Stockholm året därpå.

### Tillbaka i Stockholm

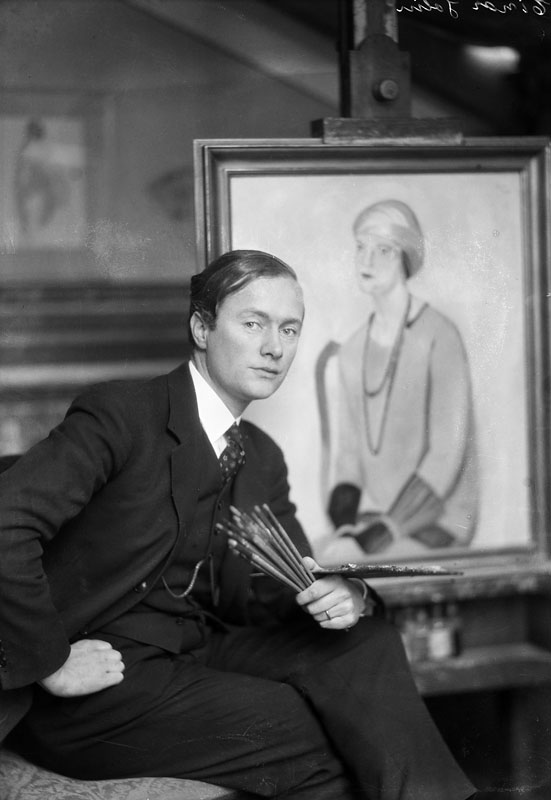
Porträtt av konstnären Einar Jolin bredvid en av hans målningar, någon gång mellan 1925 och 1941.

Våren 1914, när Jolin och hans vänner från Matisseakademin återvände till Stockholm bildade de gruppen De Unga. Samma år skapade deras medverkan uppståndelse på Baltiska utställningen i Malmö. Albert Engström, konstnär och inflytelserik ledamot av Kungliga Konstakademien liksom flera andra inom den svenska konstvärlden upprördes och förstod sig inte på De Ungas konst.
Jolin hade planerat att återvända till Paris följande sommar, men första världskrigets utbrott den 28 juli 1914 fick honom att ompröva beslutet. Istället stannade han i Stockholm och lyckades få en ateljé på Fiskargatan 9, i det så kallade "Skandalhuset" på Söders höjder i närheten av Katarina kyrka. Från sitt fönster hade han vidsträckt utsikt över staden, Stockholms ström och hamninloppet. I lägenheten skapade han under åren 1914–1915 några av sina mest kända vyer över Stockholm.
År 1917 hyrde Jolin en ateljé vid Kungsbroplan i Stockholm och målade flitigt. I slutet av året fick han besök av Herman Gotthardt, en grosshandlare från Malmö som just börjat samla konst. Eftersom Jolin vid den här tiden sålde väldigt få verk kom det som en överraskning när Gotthardt köpte 16 dukar. Jolin fick 7 000 kronor för målningarna, omräknat cirka 215 000 kr år 2021, och visade samma kväll upp för sina föräldrar.
Jolin tillbringade större delen av 1918 i Köpenhamn, där han visade sina målningar på ett galleri vid Nikolaj Plads. Han sålde tillräckligt bra för att kunna stanna i Danmark nästan ett år. Jolin njöt av livet i den danska huvudstaden, det sociala livet var mer spontant än i Stockholm och människor från olika yrken och sociala ställningar, umgicks på ett sätt som tilltalade honom.

### Resor
Efter första världskriget var det återigen möjligt att resa för de många unga konstnärer som hade tvingats stanna hemma under de sex år långa kriget. År 1920 reste Jolin först till Italien, Nordafrika och Spanien, och sedan vidare till Indien, Afrika och Västindien. Våren 1924 åkte Jolin till Spanien med sin första fru Britt von Zweigbergk. Liksom många andra konstnärer målade han tjurfäktningarna, men på ett helt annat sätt än den kraftfulla och ibland blodiga tjurfäktning som målats av hans kollega och nära vän Gösta Adrian-Nilsson (GAN). Jolins verk var lugna och välordnade vilket gett honom smeknamnet Eleganten Einar.
År 1931 flyttade Jolins vän GAN till Bastugatan 25, och 1936 följde Jolin efter och hyrde en lägenhet i samma byggnad, där han bodde till 1943. På den tiden var gatan hem för många konstnärer och författare. Exempelvis hade författaren Ivar Lo-Johansson studiolägenhet på nummer 21 som beskrev gatan som ett slags Montmartre.
Under åren 1935 till 1956 reste Jolin mycket. År 1954 turnerade han i USA med en utställning. Den öppnades i januari av svenska ambassadören Erik Boheman, på Galerie St. Etienne i New York. FN:s generalsekreterare Dag Hammarskjöld köpte en målning föreställande Riddarholmen för sitt kontor i FN-byggnaden. Utställningen presenterades även på nationell TV i USA. Jolin ställde även ut sina verk på gallerier i flera andra länder och 1957 presenterade Liljevalchs konsthall en stor retrospektiv utställning med över 200 målningar.

### Familj och senare liv

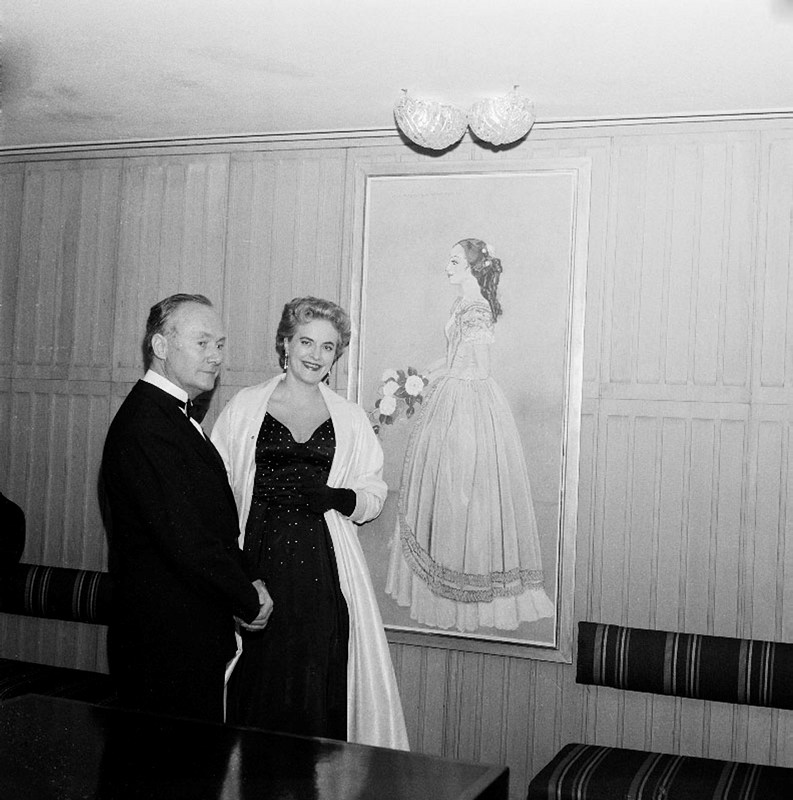
Einar Jolin med frun Tatiana Angelini-Jolin 1957 vid Jolins målning av skådespelaren Inga Tidblad vid Kungliga dramatiska teater i Stockholm.

När hans första dotter Michaela föddes 1958, slog sig Jolin ner för ett lugnare liv som familjefar. Hans andra dotter Angelina föddes 1966. Jolin fortsatte att måla, mest stilleben och porträtt, i sin ateljé på Stagneliusvägen 34 i Fredhäll. Han tillbringade de flesta somrar med sin familj i Tällberg i Dalarna eller på Villa San Michele på ön Capri. Även om han hade ett antal mindre utställningar, uppmärksammades inte hans verk från 1960-talet till hans död 1976 på samma sätt som hans tidigare målningar.
Jolin gifte sig tre gånger och fick tre barn. Hans första äktenskap 1921–1936 var med Britt von Zweigbergk, då han fick sonen Christopher Jolin, född 1925. Hans andra giftermål var med Clorinda Campbell Kissack åren 1943–1950, och det tredje 1952 franm till hans död 1976, med sångerskan Tatjana Angelini-Scheremetiew. Einar Jolin dog den 29 augusti 1976 och ligger begravd på Norra begravningsplatsen i Stockholm.
År 1957 erhöll Jolin Prins Eugen-medaljen.

## Verk

### Stil
Även om Jolin var influerad av Matisse så var den österländska konsten som han upptäckte på Musée Guimet i Paris ännu viktigare för hans stil. Japonismen var en viktig influens för den tidiga modernistiska bildkonsten och kinesisk och japansk konst kom att utgöra grunden för den dekorativa, lite naiva stil i ljusa färger, som Jolin utvecklade under 1910- och 1920-talen. Jolins stil avviker från de traditionella expressionisterna, genom sina förenklade motiv och genom att hans målningar eftersträvade att avbilda verkligheten snarare än känslor.
Precis som Dardel målade Jolin på ett naivistiskt sätt innan konstriktningen hade introducerats i Sverige. Både Jolin och Dardel var tydligt inspirerade av franska naivister, inte bara av tullaren Rousseau utan också av Séraphine Louis som bodde i Senlis. Där fanns även  konstskribenten Wilhelm Uhde, specialist på naivt måleri, vilket fick stor betydelse för Einar Jolins formspråk. Naivism var inte heller helt främmande för Matisse men är inte speciellt framträdande i hans konst. Jolin inspirerades också av tidiga modernister som Cézanne och Seurat såväl som äldre mästare som Rubens, Watteau och Chardin som han studerade på Louvren.

### Expressionismen
Åren 1913 till 1914 började Jolin att skapa sin egen naivistiska och blonda variant av expressionismen. I slutet av 1910-talet hade hans måleri blivit mer expressivt och formerna mer plastiska, men 1916 var hans verk fortfarande främst inspirerade av hans år i Frankrike. Den våren erbjöds medlemmarna i Konstnärsförbundet chansen att tillsammans med sina unga elever få presentera det "nya måleriet" för den svenska publiken. Detta var den andra utställningen på nyöppnade Liljevalchs konsthall på Djurgården i Stockholm. Utställningen Konstnärsförbundarna omfattade bland andra Leander Engström, Isaac Grünewald, Gösta Sandels, Birger Simonsson och Jolin, där den senare presenterade 13 målningar.
Två så olika konstnärliga temperament som Einar Jolin och GAN kallades båda för expressionister. Det var en term som under större delen av 1910-talet var på allas läppar i alla möjliga och omöjliga sammanhang. En av expressionismens viktigaste förespråkare Herwarth Walden och hans galleri Der Sturm i Berlin  presenterade 1915 en för svensk del mycket betydande utställning, Schwedische Expressionisten, där Jolin deltog med sex målningar där tre utgjorde vyer av Stockholm.  Övriga deltagare var Isaac Grunewald, Edward Hald, GAN och Sigrid Hjertén. Hösten 1915 presenterades Jolin och GAN tillsammans på en utställning på Lunds universitets konstmuseums. Trots skillnaderna dem emellan var den fortsatt vänner 1916–1919 under GAN:s år i Stockholm. Gemensamt för dem båda var en lätt trötthet inför Isaac Grünewalds allt mer dominerande roll bland de unga svenska konstnärerna. För Einar Jolin blev emellertid expressionismen aldrig till ett program, vare sig i GAN:s eller någon annans anda.
Under åren 1925–1935 präglas Jolins blonda måleri av fina gråtoner och pastellfärger. Med tiden blev det eleganta stilleben med österländskt porslin, ofta placerat på ett reflekterande mahognybord. Han målade även ett flertal porträtt av personer ur den svenska societeten.
På 1930-talet döpte Nils Palmgren, Jolins biograf, en grupp svenska konstnärer som purister, ett begrepp som ursprungligen myntats av de franska konstnärerna Amédée Ozenfant och Le Corbusier. Palmgren refererade till konstnärer som Torsten Jovinge, Erik Byström, Wilhelm Wik och Helge Linden, men enligt Palmgren kunde även Jolin kallas för purist, eftersom han arbetade med rena färger, tydliga konturer och välordnade motiv.
Under sin mer än 70-åriga karriär följde Jolin alltid sin egen väg. Genom sin motiv med karaktäristiska porträtt, stilleben och Stockholmsvyer kan man följa Jolins resor till andra länder, se vilka objekt han hade i sitt hem eller följa Stockholms stads utveckling. Nils Palmgren avslutar sin biografi från 1947 över Einar Jolin med dessa ord:
| ” | Nils Palmgren om Jolin: Låt oss säga så här: Einar Jolins måleriska signum kommer av att han är en evig dyrkare av jordens skönhet, skönheten hos landskap, städer, kvinnor, blommor och djur, stoffer och ting. Han är en ömsint, kanske en aning pretentiös vårdare av den måleriska renheten, en den strikta linjens, de klara ytornas och de mjuka formernas poet. Hans bästa mänskliga egenskaper äro karaktär, stolthet och mod att gå ensam mot strömmen. | „ |

### Stockholmsskildraren
Jolin började avbilda Stockholm när han flyttade till Fiskargatan, på höjderna i södra Stockholm 1914. Från sin ateljé kunde han se det mesta av staden. Han delade in utsikten i mindre kompositioner, vänd mot Stadsgården eller Riddarholmen. Uppmärksammade verk från tiden är: Strömmen mot Kastellholmen 1914, nu på Stockholms Stadsmuseum; Utsikt över Riddarholmen 1914, köpt av Nationalmuseum och idag på Moderna Museet, och Utsikt mot Kastellholmen 1915, nu på Malmö Konstmuseum. I Stockholm från Söders höjder 1938, kan man se inspiration från österländsk konst när han låter de röda bojarna på strömmen bli till kinesiska lyktor som hänger i de nakna trädens grenar. Målningarna kännetecknas av hans snabbt svepande penseldrag och kraftiga konturer som ramar in den blonda friska paletten. Mot stora plan med svalt rosa, tunt blått, elfenben, turkos och smaragd sätter han in detaljer som kontraster så att de skapar en befolkad miljö. Det råder en stämning av pulserande stadsliv på kajerna och en lika livlig båttrafik ute på Strömmen
Att Jolin ivrade för huvudstadens bevarande och återupprättelse i arkitektonisk och estetisk mening är inte att ta miste på när man läser hans utkast till kampskriften "Mot Strömmen". Stockholm hade enligt honom blivit en ful stad, genom okänslig blandning av stilar, förtätning och sekler av intensiv renovering. Jolin ville ta fram det vackra och genuina i stadsbilden och återställa det han ansåg var förvanskade stadsdelar. Enligt Palmgren var det kanske den drömmen Jolin uttryckte i sina Stockholmsskildringar. I mitten av 1900-talet flyttades dock fokus från staden till andra motiv, som till exempel stilleben.
| ” | Einar Jolin sa om sin retrospektiva utställning 1957 på Liljevalchs konsthall: I min konst vill jag uttrycka vad jag har upplevt när jag har koncentrerat mig och fördjupat mig. Det finns den vardagliga synen - människan har namngett allt som omger henne i livet och hon finner allt detta självklart och ser inte det underliga med det. För mig är konst att ge form åt skapelsens under, att skapa skönhet och harmoni, att kunna lyfta en mottaglig betraktare från den triviala vardagen in i det vackra och outgrundliga vi lever i. Om jag har lyckats med detta har mitt liv inte varit förgäves. | „ |

Trots det flyttade fokuset fortsatte Jolin skapa målningar av Stockholm – men då romantiserade vyer som alltid var vackra. Han uttryckte idén att bara genom en individs känslor kunde naturen avbildas på ett korrekt vis. I tidskriften Konst 1913–1914, skriver han i Falskt perspektiv och öfverdrifter i modern konst mm att: "Naturen är underbar, men ett fotografi är ingenting, därför att naturen först är underbar då den är sedd och uppfattad af en stor människa, och den stora människan ser alltid och känner något visst inför naturen, som hon vill återgifva."

## Utställningar (i urval)

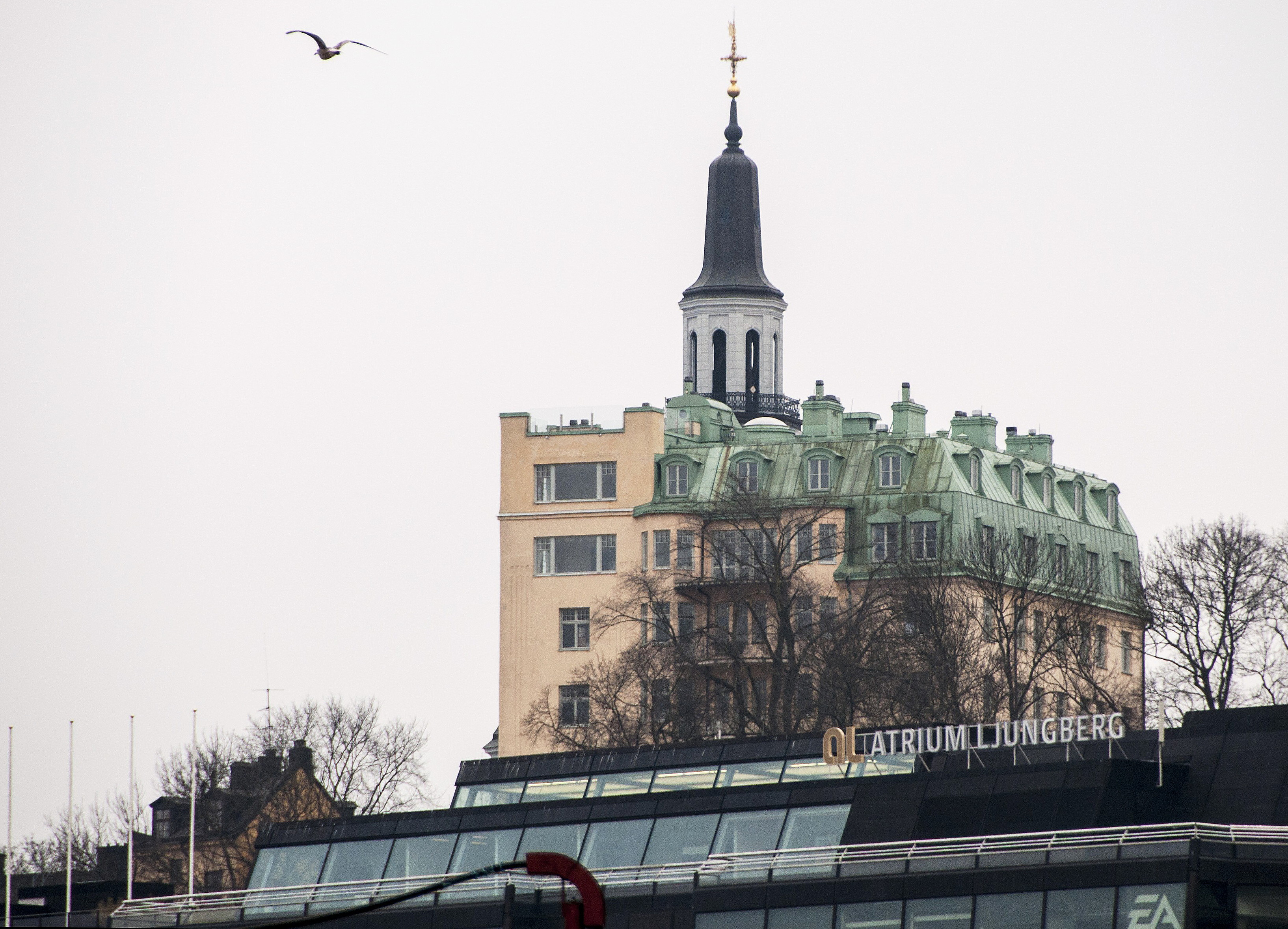
"Skandalhuset" på Fiskargatan 9.

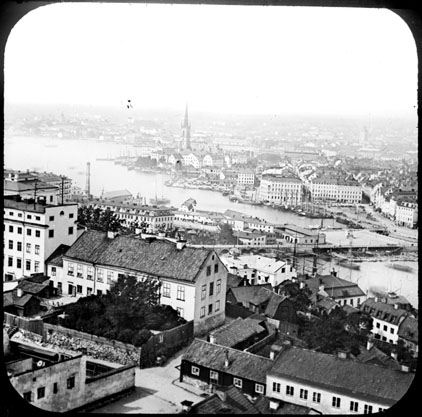
Vy över Södermalm och Gamla stan från Katarina kyrka bakom Fiskargatan 9, cirka 1860.

Ett urval viktiga utställningar som Jolin hade under sin livstid:
- 1912 Salong Joël, Stockholm
- 1914 Baltiska utställningen, Malmö
- 1915 Stockholm
- 1916 Liljevalchs konsthall, Stockholm
- 1918 Liljevalchs konsthall, Stockholm
- 1918 Valand, Göteborg
- 1918 Köpenhamn, Danmark
- 1919 Liljevalchs konsthall, Stockholm
- 1922 Svensk-franska konstgalleriet, Stockholm
- 1931 Galerie Moderne, Stockholm
- 1933 Kungliga Konstakademien, Stockholm
- 1945 Galerie Blanche, Stockholm
- 1953 Sunset Club, Seattle, USA
- 1954 Galerie St Etienne, New York, USA
- 1954 Svenska institutet, Minneapolis, USA
- 1954 Upsala College, New Jersey, USA
- 1955 Swedish-American Historical Museum, Philadelphia, USA
- 1957 Liljevalchs konsthall, Stockholm
- 1970 Kungliga Konstakademien, Stockholm
- 1975 Handelsbanken, Stockholm

## Eftermäle
Fortfarande på 2020-talet fortsätter Jolins konst att vara eftertraktad på auktioner. På en av Bukowskis auktioner i Stockholm 2009 såldes en av Jolins målningar för 2,53 miljoner kronor.